# Macintosh 512k

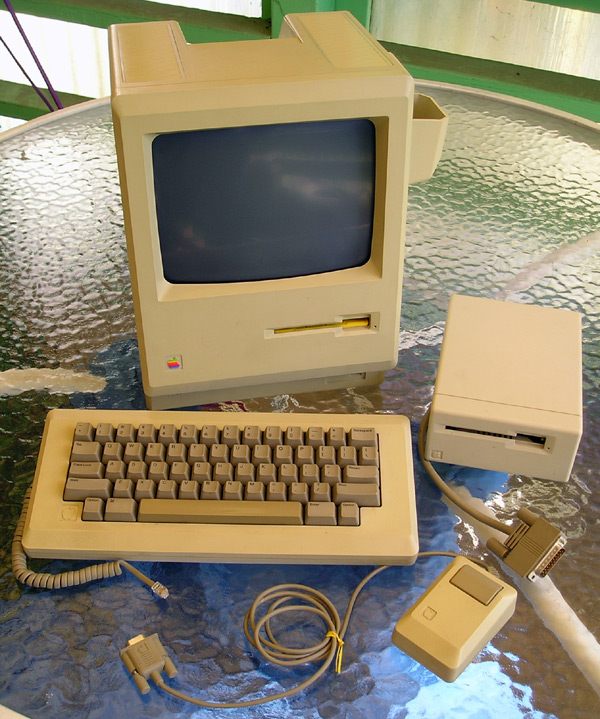
Macintosh 512K med en extra diskettstation.

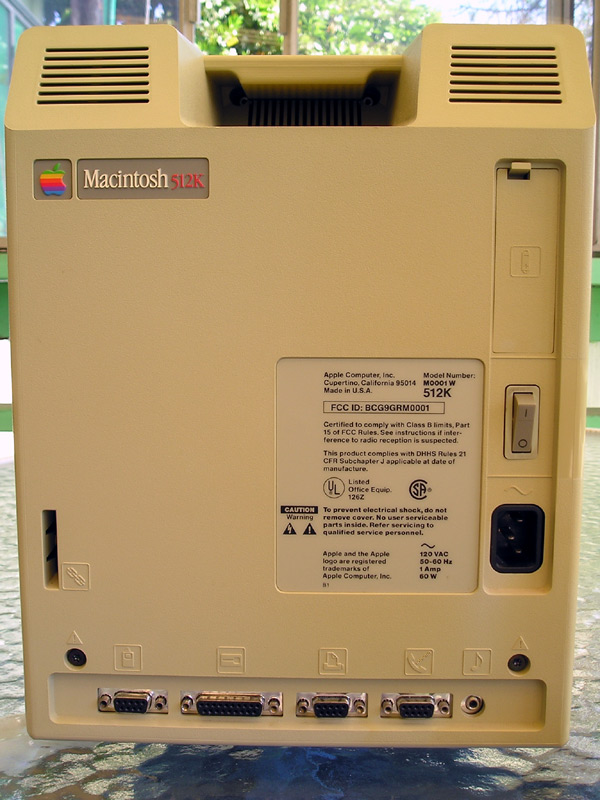
Macintosh 512K baksida.

Macintosh 512k är en dator av Macintoshtyp lanserad av Apple den 10 september 1984.
Det var i stort sett en uppgraderad 128k med som namnet antyder 512 KB minne istället för 128 KB, som bland annat gjorde det möjligt att köra fler applikationer som till exempel Mac-versionen av Microsoft Excel. Liksom föregångaren saknade denna SCSI-port och kunde endast startas med disketter. En Macintosh 512k Enhanced lanserades 1986 som ett billigare alternativ till den då nya Macintosh Plus som hade ersatt den gamla vanliga 512k, denna utrustades med SCSI-port och kunde startas med extern hårddisk. Den klarade även större disketter på 800KB, de tidigare modellerna klarade endast 400KiB.

## Specifikationer
- Nypris:
- Processor: Motorola 68000, 8 MHz 32 bitar/16-bitars buss
- Minne: 512 KB
- Diskettenhet: 3,5" 400 KiB (512K), 800 KiB (512K enhanced)
- Hårddisk: (Ingen), kunde kopplas in externt
- Bildskärm: 9" 512 × 342 svartvit grafik